# Beta-hydroxykyseliny

Kyselina 3-hydroxypropionová, příklad beta-hydroxykyseliny

Beta-hydroxykyseliny, též β-hydroxykyseliny, jsou organické sloučeniny obsahující hydroxylovou skupinu navázanou na karboxylovou kyselinu (patří tedy mezi hydroxykyseliny) na beta uhlík, tedy oddělenou od karboxylu dvojicí uhlíkových atomů. Podobají se alfa-hydroxykyselinám, které mají hydroxyl a karboxyl oddělený jedním atomem uhlíku.
Dehydratacemi z beta-hydroxykyselin vznikají alfa-beta nenasycené karboxylové kyseliny.

## Kyselost
Oproti nehydroxylovaným karboxylovým kyselinám jsou β-hydroxylované silnější, ovšem slabší než alfa-hydroxykyseliny, protože se u nich vzhledem k větší vzdálenosti mezi hydroxylem a karboxylem obtížněji tvoří vnitromolekulární vodíková vazba. V následující tabulce je srovnána kyselina propionová se svými hydroxyderiváty.
| Název                                 | pKa  |
| ------------------------------------- | ---- |
| Kyselina propionová                   | 4,87 |
| Kyselina α-hydroxypropionová (mléčná) | 3,86 |
| kyselina β-hydroxypropionová          | 4,51 |

Dalšími významnými beta-hydroxykyselinami jsou:
- Kyselina beta-hydroxymáselná
- Kyselina beta-hydroxy-β-methylmáselná
- Karnitin
- Kyselina salicylová